# الزوج المتشرد (فلم)
الزوج المتشرد هو فيلم مصري عرض عام 1960، بطولة أحمد رمزي ونعيمة عاكف وزهرة العلا وحسين رياض وتوفيق الدقن، ومن إخراج حسن الصيفي.

## قصة الفيلم
يخرج المجرم محمود من السجن بعد قضاء فترة عقوبته، ويفاجأ بزواج طليقته فاطمة من أحد الرجال الأثرياء، فيبدأ في ابتزازها ومساومتها على فضح أمرها مقابل أن تدفع له مبلغ كبير من الأموال.

## طاقم التمثيل
- أحمد رمزي: (أحمد)
- نعيمة عاكف: (فاطمة)
- زهرة العلا: (عايدة)
- حسين رياض: (راتب)
- نجوى فؤاد: (عزيزة)
- توفيق الدقن: (محمود)
- عزيزة حلمي: (والدة فاطمة)
- محمود فرج
- ليلى يسري
- عبد الغني النجدي: (سيد - البارمان)
- عبد الخالق صالح: (الضابط)
- مختار السيد
- عبد المحسن سليم
- رشوان مصطفى
- حسن أنيس

## فريق العمل
- إخراج: حسن الصيفي
- تأليف: صبري عزت
- مدير التصوير: كليليو
- مونتاج: عبد العزيز فخري
- موسيقى تصويرية: علي إسماعيل
- إنتاج: كامل الحفناوي
- توزيع: الشركة العامة لتوزيع وعرض الأفلام السينمائية